# Letona (Arkansas)
Letona es un pueblo ubicado en el condado de White en el estado estadounidense de Arkansas. En el Censo de 2010 tenía una población de 255 habitantes y una densidad poblacional de 255,07 personas por km².

## Geografía
Letona se encuentra ubicado en las coordenadas 35°21′49″N 91°49′46″O / 35.36361, -91.82944. Según la Oficina del Censo de los Estados Unidos, Letona tiene una superficie total de 1 km², de la cual 1 km² corresponden a tierra firme y (0%) 0 km² es agua.

## Demografía
Según el censo de 2010, había 255 personas residiendo en Letona. La densidad de población era de 255,07 hab./km². De los 255 habitantes, Letona estaba compuesto por el 93.73% blancos, el 1.57% eran afroamericanos, el 1.96% eran amerindios, el 0% eran asiáticos, el 0% eran isleños del Pacífico, el 0.39% eran de otras razas y el 2.35% pertenecían a dos o más razas. Del total de la población el 1.57% eran hispanos o latinos de cualquier raza.